# Manifestação na Favela do Moinho
A Manifestação na Favela do Moinho ocorreu em São Paulo, Brasil, no dia 12 de maio de 2025, após a demolição de casas desocupadas na comunidade. O protesto gerou bloqueios de trilhos de trem e incêndios de objetos, causando interrupções no transporte ferroviário da região

## Impacto
Os impactos da manifestação incluíram:
- Interrupção do transporte ferroviário na região central de São Paulo.
- Mobilização de forças policiais para controle da situação.
- Aumento da cobertura midiática sobre a urbanização da Favela do Moinho.

## Reações
A CPTM emitiu uma nota oficial informando que as equipes técnicas trabalhavam para restabelecer o tráfego ferroviário. Já os manifestantes alegaram que a demolição das casas ocorreu sem diálogo adequado com a comunidade.
Especialistas em urbanização comentaram sobre os desafios da requalificação de áreas ocupadas e a necessidade de políticas públicas voltadas para a habitação.

## Contexto
A Favela do Moinho é uma comunidade localizada no centro de São Paulo. No dia 12 de maio de 2025, iniciou-se um protesto após a demolição de casas desocupadas na região, parte de um projeto de reurbanização. Os moradores alegaram falta de aviso prévio e insegurança quanto ao futuro da comunidade.

## Desenvolvimento
Durante o protesto, manifestantes bloquearam trilhos de trem e atearam fogo a objetos sobre os trilhos, afetando diversas linhas da CPTM, como a 7-Rubi, 8-Diamante, 10-Turquesa e 13-Jade. O tráfego ferroviário foi interrompido temporariamente, causando transtornos para os passageiros.
Equipes da Polícia Militar foram acionadas para conter os protestos, e a CPTM mobilizou esforços para restabelecer a circulação. Apesar da liberação gradual dos trilhos, a manifestação persistiu por algumas horas.
1. ↑  Nota oficial da CPTM
2. ↑  Governo do Estado de São Paulo
3. ↑  Nota oficial da CPTM